# Satimolite
La satimolite è un minerale.